# Klara Gambacorta
Chiara Gambacorta (ur. w 1362 we Florencji; zm. 17 kwietnia 1420 w Pizie) – włoska dominikanka, Błogosławiona Kościoła katolickiego.

## Życiorys
Urodziła się w rodzinie Gambacorta. Jej ojciec Pietro Gambacorta został wydalony z Pizy do Florencji. W 1375 roku poznała św. Katarzynę ze Sieny. Idąc za jej przykładem i radą postanowiła poświęcić życie Bogu. Szczególnie opiekowała się z chorymi i biednymi. Zmarła 17 kwietnia 1420 roku mając 58 lat w opinii świętości.
Została beatyfikowana w 1830 roku przez papieża Piusa VIII.